# Korokke

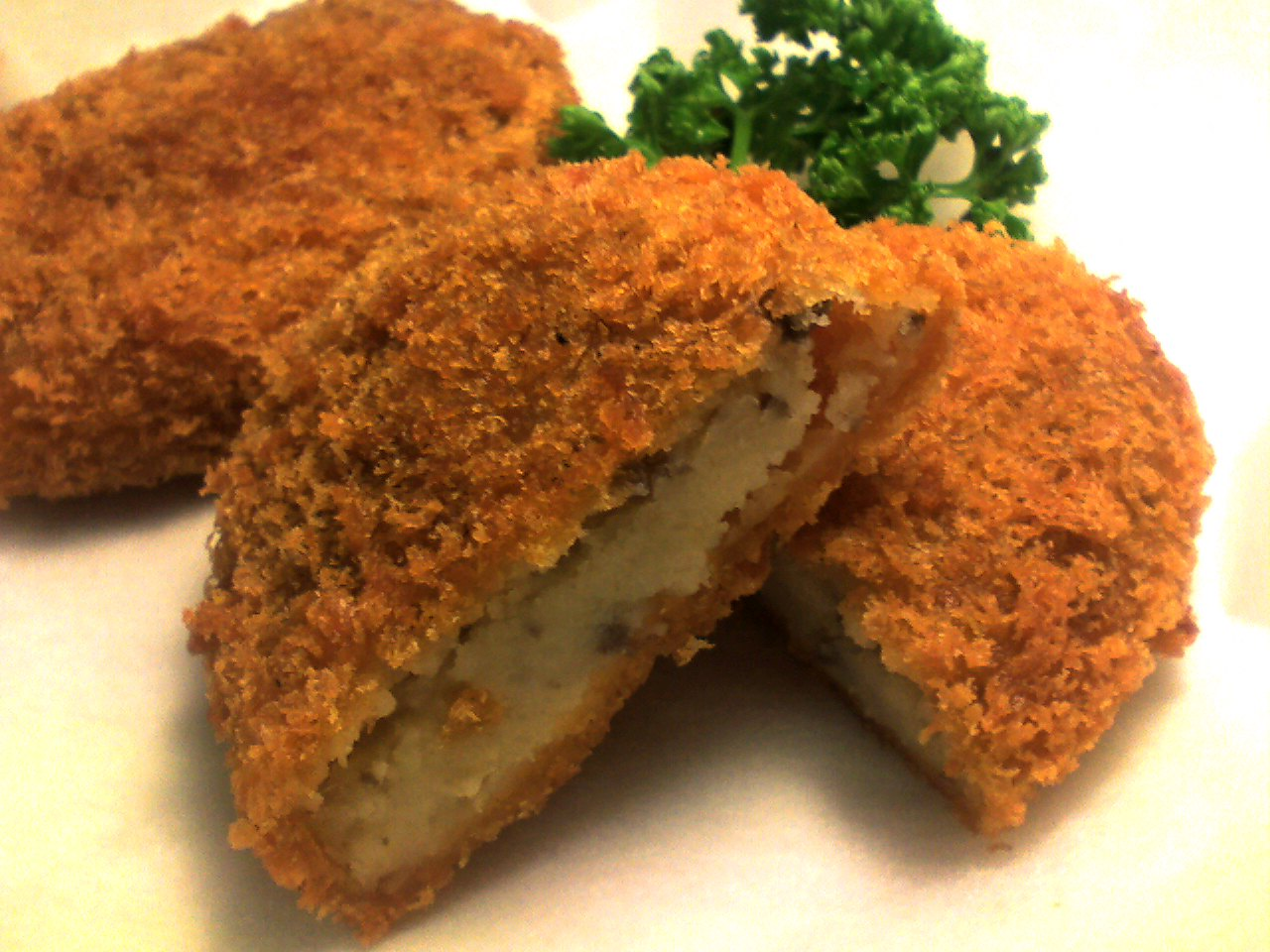
Korokke.

El korokke (コロッケ?) es una fritura japonesa relacionada con el croquette francés. Fue introducida al país a comienzos de la década de 1900.
Este plato está hecho de una mezcla de carne, mariscos o vegetales picados y cocinados con puré de patata o salsa béchamel, empanados con harina blanca, huevos y migajas de pan; fritos hasta que tengan un color chocolate en su parte externa.
El korokke es servido ocasionalmente con salsa de tonkatsu y trocitos de calabaza. También puede ser usado como cobertura para otros platos. Cuando se le hace un sándwich, es llamado korokke pan.
- Datos: Q1195290
- Multimedia: Korokke / Q1195290